# Mistrovství světa juniorů v orientačním běhu 2010
21. Mistrovství světa juniorů v orientačním běhu proběhlo v Dánsku s centrem ve městě Aalborg na Jutském poloostrově. Mistrovství se konalo v termínu od 4. července do 11. července 2010. Hlavním pořadatelem byl domácí oddíl Aalborg Orienteering Club (AOK). Celého šampionátu se zúčastnilo 303 závodníků z 37 zemí světa. Pro širší veřejnost se ve stejnou dobu uskutečnily mezinárodní závody JWOC Tour, na které se přihlásilo v průměru 625 závodníků. Bojovalo se o čtyři sady medailí v kategorii juniorů a kategorii juniorek. Nejlépe se dařilo švédským orientačním běžcům, kteří získali celkem osm medailí, z toho jednu zlatou, pět stříbrných a dvě bronzové. Z českých reprezentantů byl nejúspěšnější junior Pavel Kubát, který vybojoval první zlato pro Českou republiku po deseti letech. Nejúspěšnějším běžcem šampionátu se stala Dánka Ida Bobachová se ziskem tří zlatých medailí.

## Program závodů

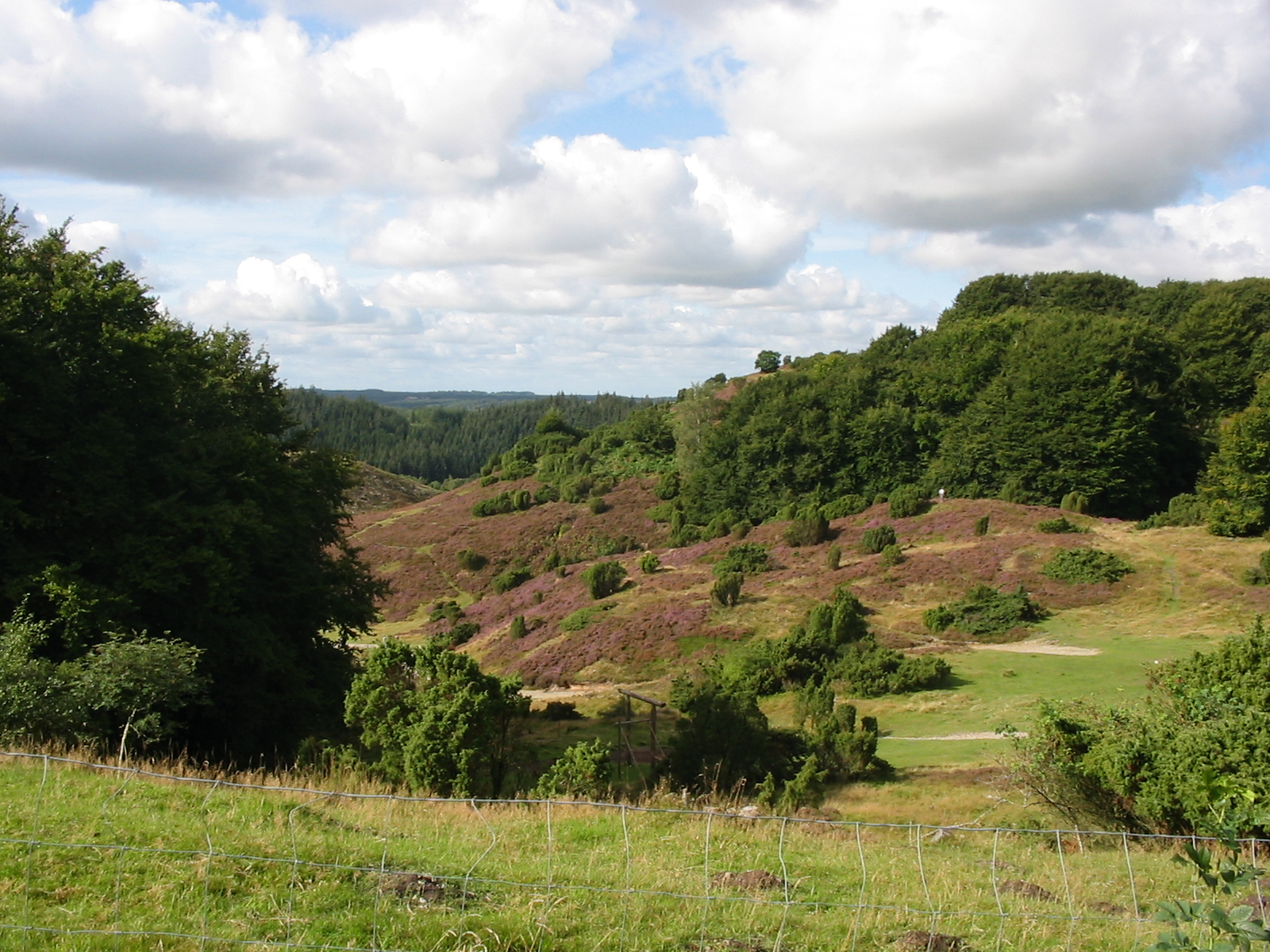
Krajina v okolí Rebild Bakker, dějiště štafetového závodu

| Den          | Závod                | Centrum závodu                      |
| ------------ | -------------------- | ----------------------------------- |
| 4. července  | Run on Beach         | Blokhus (Modelové závody)           |
| 5. července  | Finále – Sprint      | Aalborg (Aalborg University)        |
| 6. července  | Finále – Long        | Svinkløv                            |
| 8. července  | Kvalifikace – Middle | Kollerup (City sprint Aalborg)      |
| 9. července  | Finále – Middle      | Kollerup                            |
| 10. července | Štafety              | Rebild Bakker (Run in hills Rebild) |

## Závod ve sprintu

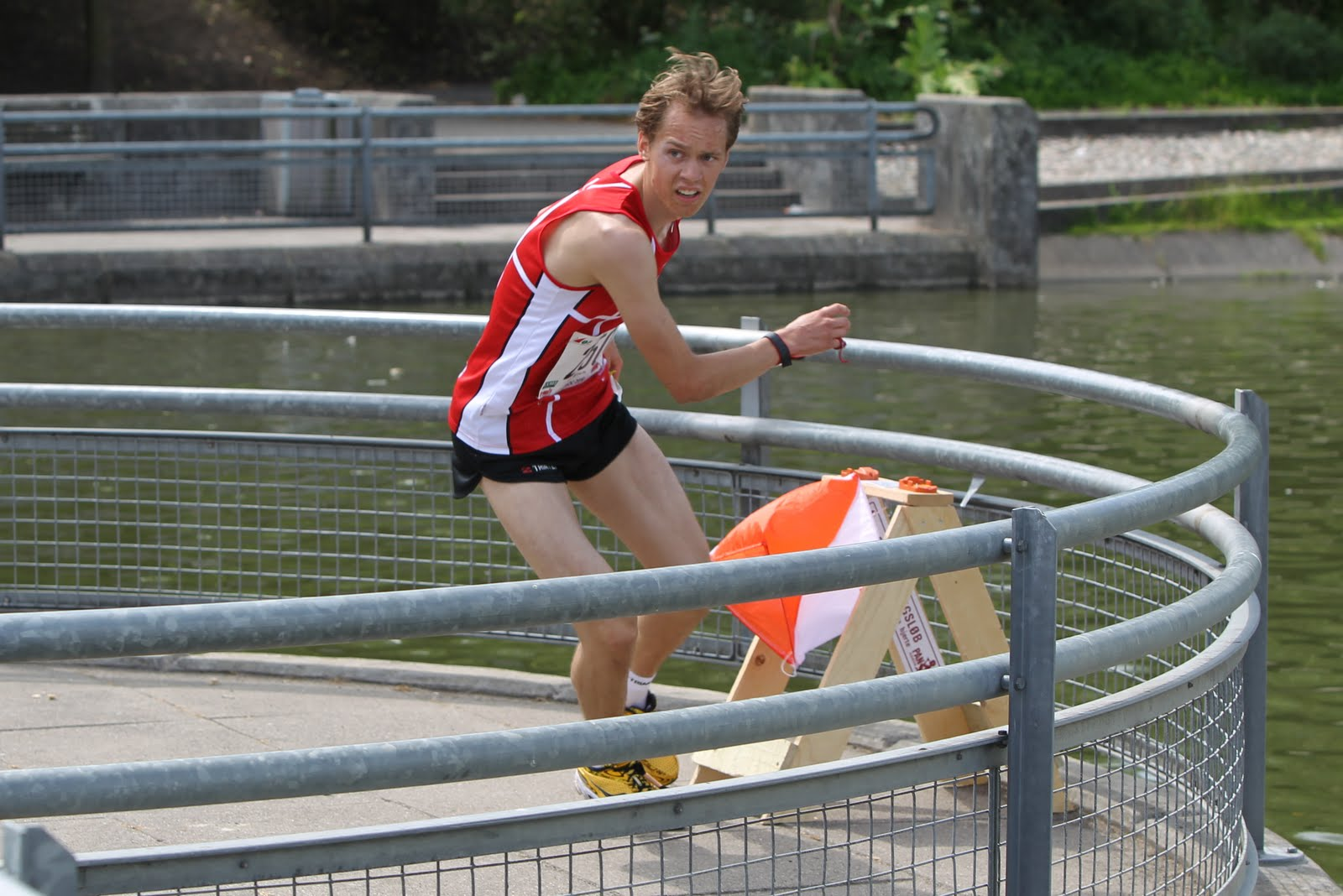
Vítěz sprintu Dán Rasmus Thrane Hansen

První finálový závod juniorského mistrovství světa se uskutečnil 5. července 2010. Tento závod se běžel v areálu Aalborské university na východním okraji Aalborgu. Trať byla postavena v městské oblasti s mnoha podobnými jednopatrovými domy, ve které vynikla především fyzická připravenost závodníků.
Pro titul juniorské mistryně světa si doběhla dánská závodnice Ida Bobachová před Polkou Hannou Wisniewskou, která za ní zaostala 24sekund. Na třetím místě se umístila další polská závodnice Monika Gajdová se ztrátou 27 sekund za vítězkou. V mužské kategorii zvítězil a juniorským mistrem světa se stal Dán Rasmus Thrane Hansen před Kristianem Jonesem, závodníkem z Velké Británie. Na třetí pozici se shodně umístili Nor Vegard Danielsen a Švéd Jonas Leandersson s 21sekundovou ztrátou. Z českých závodníků nejlépe zaběhla Tereza Novotná, která dokončila trať na čtvrtém místě. V mužské kategorii byl nejlepší Miloš Nykodým, který obsadil třináctou pozici.

### Výsledky sprintu
| Muži                                                                            | Muži                                                                            | Muži                                                                            | Muži                                                                            | Muži                                                                            | Ženy                                                                            | Ženy                                                                            | Ženy                                                                            | Ženy                                                                            | Ženy                                                                            |
| ------------------------------------------------------------------------------- | ------------------------------------------------------------------------------- | ------------------------------------------------------------------------------- | ------------------------------------------------------------------------------- | ------------------------------------------------------------------------------- | ------------------------------------------------------------------------------- | ------------------------------------------------------------------------------- | ------------------------------------------------------------------------------- | ------------------------------------------------------------------------------- | ------------------------------------------------------------------------------- |
| - 2,7 km, 22 kontrol, 28m převýšení - mapa: Aalborg University 1 : 4000 E 2,5 m | - 2,7 km, 22 kontrol, 28m převýšení - mapa: Aalborg University 1 : 4000 E 2,5 m | - 2,7 km, 22 kontrol, 28m převýšení - mapa: Aalborg University 1 : 4000 E 2,5 m | - 2,7 km, 22 kontrol, 28m převýšení - mapa: Aalborg University 1 : 4000 E 2,5 m | - 2,7 km, 22 kontrol, 28m převýšení - mapa: Aalborg University 1 : 4000 E 2,5 m | - 2,3 km, 19 kontrol, 30m převýšení - mapa: Aalborg University 1 : 4000 E 2,5 m | - 2,3 km, 19 kontrol, 30m převýšení - mapa: Aalborg University 1 : 4000 E 2,5 m | - 2,3 km, 19 kontrol, 30m převýšení - mapa: Aalborg University 1 : 4000 E 2,5 m | - 2,3 km, 19 kontrol, 30m převýšení - mapa: Aalborg University 1 : 4000 E 2,5 m | - 2,3 km, 19 kontrol, 30m převýšení - mapa: Aalborg University 1 : 4000 E 2,5 m |
| Umístění                                                                        | Země                                                                            | Jméno                                                                           | Čas (h:m:s)                                                                     | Ztráta (h:m:s)                                                                  | Umístění                                                                        | Země                                                                            | Jméno                                                                           | Čas (h:m:s)                                                                     | Ztráta (h:m:s)                                                                  |
| 1                                                                               | Dánsko                                                                          | Rasmus Thrane Hansen                                                            | 0:13:04                                                                         |                                                                                 | 1                                                                               | Dánsko                                                                          | Ida Bobachová                                                                   | 0:13:36                                                                         |                                                                                 |
| 2                                                                               | Spojené království                                                              | Kristian Mark Jones                                                             | 0:13:23                                                                         | + 0:00:19                                                                       | 2                                                                               | Polsko                                                                          | Hanna Wisniewská                                                                | 0:14:00                                                                         | + 0:00:24                                                                       |
| 3                                                                               | Švédsko                                                                         | Jonas Leandersson                                                               | 0:13:25                                                                         | + 0:00:21                                                                       | 3                                                                               | Polsko                                                                          | Monika Gajdová                                                                  | 0:14:03                                                                         | + 0:00:27                                                                       |
| 3                                                                               | Norsko                                                                          | Vegard Danielsen                                                                | 0:13:25                                                                         | + 0:00:21                                                                       | 4                                                                               | Česko                                                                           | Tereza Novotná                                                                  | 0:14:09                                                                         | + 0:00:33                                                                       |
| 5                                                                               | Švédsko                                                                         | Johan Runesson                                                                  | 0:13:32                                                                         | + 0:00:28                                                                       | 5                                                                               | Dánsko                                                                          | Stine Bagger Hagnerová                                                          | 0:14:11                                                                         | + 0:00:35                                                                       |
| 6                                                                               | Švédsko                                                                         | Gustav Bergman                                                                  | 0:13:35                                                                         | + 0:00:31                                                                       | 6                                                                               | Švédsko                                                                         | Tove Alexanderssonová                                                           | 0:14:24                                                                         | + 0:00:48                                                                       |
| Oficiální výsledky : Muži i Ženy                                                |                                                                                 |                                                                                 |                                                                                 |                                                                                 |                                                                                 |                                                                                 |                                                                                 |                                                                                 |                                                                                 |

## Závod na krátké trati (middle)

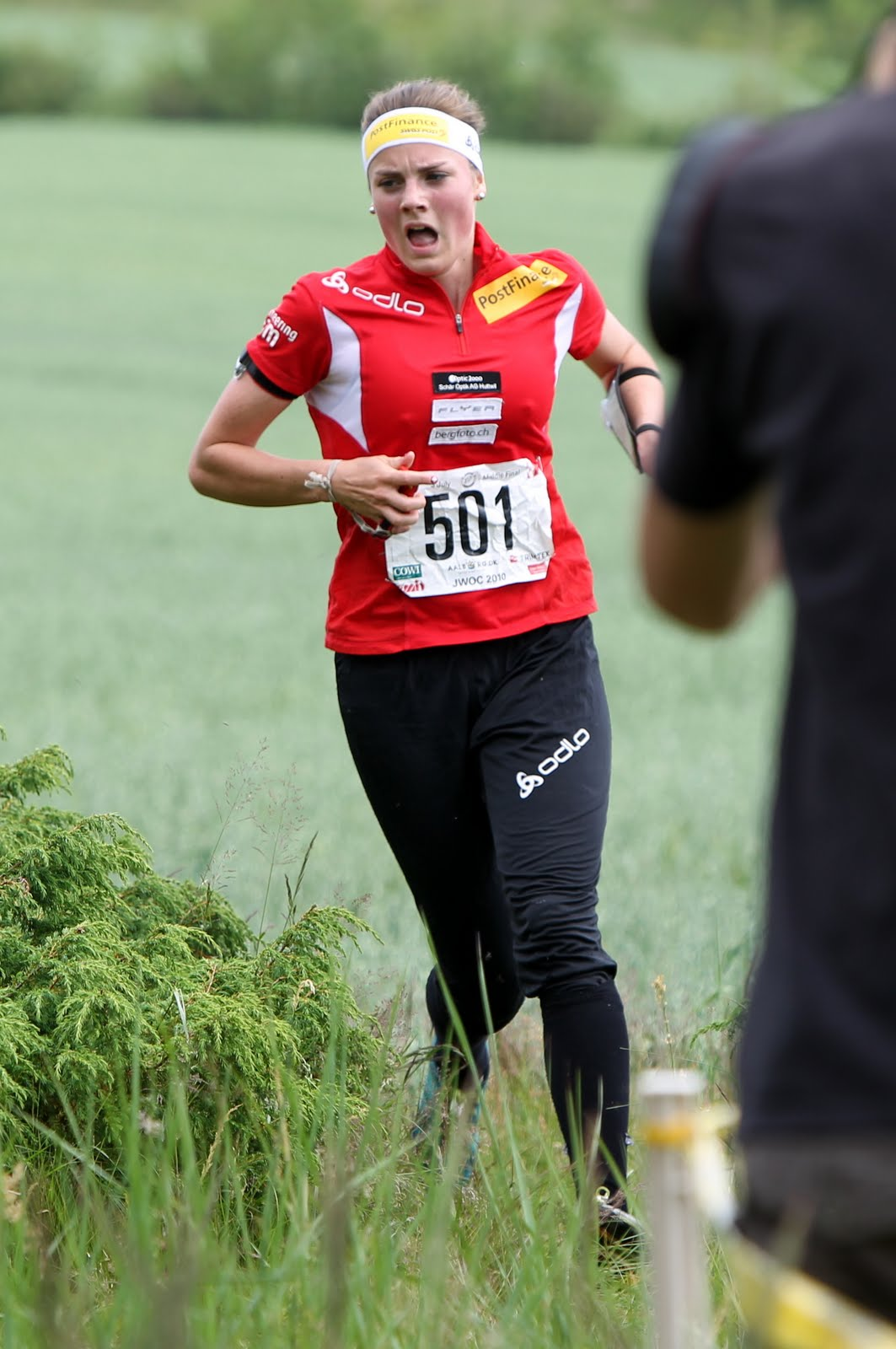
Bronzová medailistka na krátké trati Sarina Jenzerová

8. července 2010 se konala kvalifikace na finálový závod na krátké trati. Tyto kvalifikační závody se běžely v blízkosti moře v typických dánských terénech, kde převládal převážně borovicový a smrkový les a v některých částech závodu se vyskytovaly i písečné duny. Běžely se tři kvalifikační závody mužů a tři závody žen, přičemž do finálového závodu postoupilo 60 závodníků a 60 závodnic, tj. 20 nejlepších mužů a 20 nejlepších žen z jednotlivých kvalifikačních závodů. V ženské kategorii své rozběhy vyhrály Anastasia Trubkinová z Ruska, Emma Klingenbergová z Dánska a Sarina Jenzerová ze Švýcarska. V mužské kategorii své rozběhy vyhráli Gaute Hallan Steiwer z Norska, Matthias Kyburz ze Švýcarska a Rasmus Thrane Hansen z Dánska. Kvalifikace se zúčastnilo 12 českých reprezentantů a do finále jich postoupilo deset.
Finálový závod se běžel 9. července 2010 v Kollerupu. Trať byla náročná na orientaci v mapě, plné jemných terénních tvarů a detailů. V juniorkách obhájila loňský titul Švédka Tove Alexanderssonová, která o více než půl minuty porazila svou krajanku Lilian Forsgrenovou. Třetí skončila Švýcarka Sarina Jenzerová, která za nimi zaostala o minutu a 16 sekund. V juniorech dominovali seveřané, kdy s velkým náskokem zvítězil Nor Gaute Hallan Steiwer, který za sebou nechal o více než minutu čtveřici Švédů Jonase Leanderssona, Olleho Boströma, Gustava Bergmana a Albina Ridefelta. Z českých závodníků nejlépe zaběhla svou trať Tereza Novotná, která skončila na dvacátém sedmém místě. V mužské kategorii byl nejlepší Pavel Kubát, který obsadil třicátou druhou pozici.

### Výsledky závodu na krátké trati (middle)
| Muži                                                                   | Muži                                                                   | Muži                                                                   | Muži                                                                   | Muži                                                                   | Ženy                                                                   | Ženy                                                                   | Ženy                                                                   | Ženy                                                                   | Ženy                                                                   |
| ---------------------------------------------------------------------- | ---------------------------------------------------------------------- | ---------------------------------------------------------------------- | ---------------------------------------------------------------------- | ---------------------------------------------------------------------- | ---------------------------------------------------------------------- | ---------------------------------------------------------------------- | ---------------------------------------------------------------------- | ---------------------------------------------------------------------- | ---------------------------------------------------------------------- |
| - 4,7 km, 23 kontrol, 115m převýšení - mapa: Kollerup 1: 10 000 E 2,5m | - 4,7 km, 23 kontrol, 115m převýšení - mapa: Kollerup 1: 10 000 E 2,5m | - 4,7 km, 23 kontrol, 115m převýšení - mapa: Kollerup 1: 10 000 E 2,5m | - 4,7 km, 23 kontrol, 115m převýšení - mapa: Kollerup 1: 10 000 E 2,5m | - 4,7 km, 23 kontrol, 115m převýšení - mapa: Kollerup 1: 10 000 E 2,5m | - 3,9 km, 21 kontrol, 100m převýšení - mapa: Kollerup 1: 10 000 E 2,5m | - 3,9 km, 21 kontrol, 100m převýšení - mapa: Kollerup 1: 10 000 E 2,5m | - 3,9 km, 21 kontrol, 100m převýšení - mapa: Kollerup 1: 10 000 E 2,5m | - 3,9 km, 21 kontrol, 100m převýšení - mapa: Kollerup 1: 10 000 E 2,5m | - 3,9 km, 21 kontrol, 100m převýšení - mapa: Kollerup 1: 10 000 E 2,5m |
| Umístění                                                               | Země                                                                   | Jméno                                                                  | Čas (h:m:s)                                                            | Ztráta (h:m:s)                                                         | Umístění                                                               | Země                                                                   | Jméno                                                                  | Čas (h:m:s)                                                            | Ztráta (h:m:s)                                                         |
| 1                                                                      | Norsko                                                                 | Gaute Hallan Steiwer                                                   | 0:23:44                                                                |                                                                        | 1                                                                      | Švédsko                                                                | Tove Alexanderssonová                                                  | 0:25:35                                                                |                                                                        |
| 2                                                                      | Švédsko                                                                | Jonas Leandersson                                                      | 0:24:53                                                                | + 0:01:09                                                              | 2                                                                      | Švédsko                                                                | Lilian Forsgrenová                                                     | 0:26:10                                                                | + 0:00:35                                                              |
| 3                                                                      | Švédsko                                                                | Olle Boström                                                           | 0:25:10                                                                | + 0:01:26                                                              | 3                                                                      | Švýcarsko                                                              | Sarina Jenzerová                                                       | 0:26:51                                                                | + 0:01:16                                                              |
| 4                                                                      | Švédsko                                                                | Gustav Bergman                                                         | 0:25:13                                                                | + 0:01:29                                                              | 4                                                                      | Dánsko                                                                 | Signe Klintingová                                                      | 0:27:49                                                                | + 0:02:14                                                              |
| 5                                                                      | Švédsko                                                                | Albin Ridefelt                                                         | 0:25:25                                                                | + 0:01:41                                                              | 5                                                                      | Dánsko                                                                 | Emma Klingenbergová                                                    | 0:27:56                                                                | + 0:02:21                                                              |
| 6                                                                      | Dánsko                                                                 | Rasmus Thrane Hansen                                                   | 0:25:26                                                                | + 0:01:42                                                              | 6                                                                      | Rusko                                                                  | Natalia Vinogradová                                                    | 0:27:59                                                                | + 0:02:24                                                              |
| Oficiální výsledky : Muži i Ženy                                       |                                                                        |                                                                        |                                                                        |                                                                        |                                                                        |                                                                        |                                                                        |                                                                        |                                                                        |

## Závod na klasické trati (long)

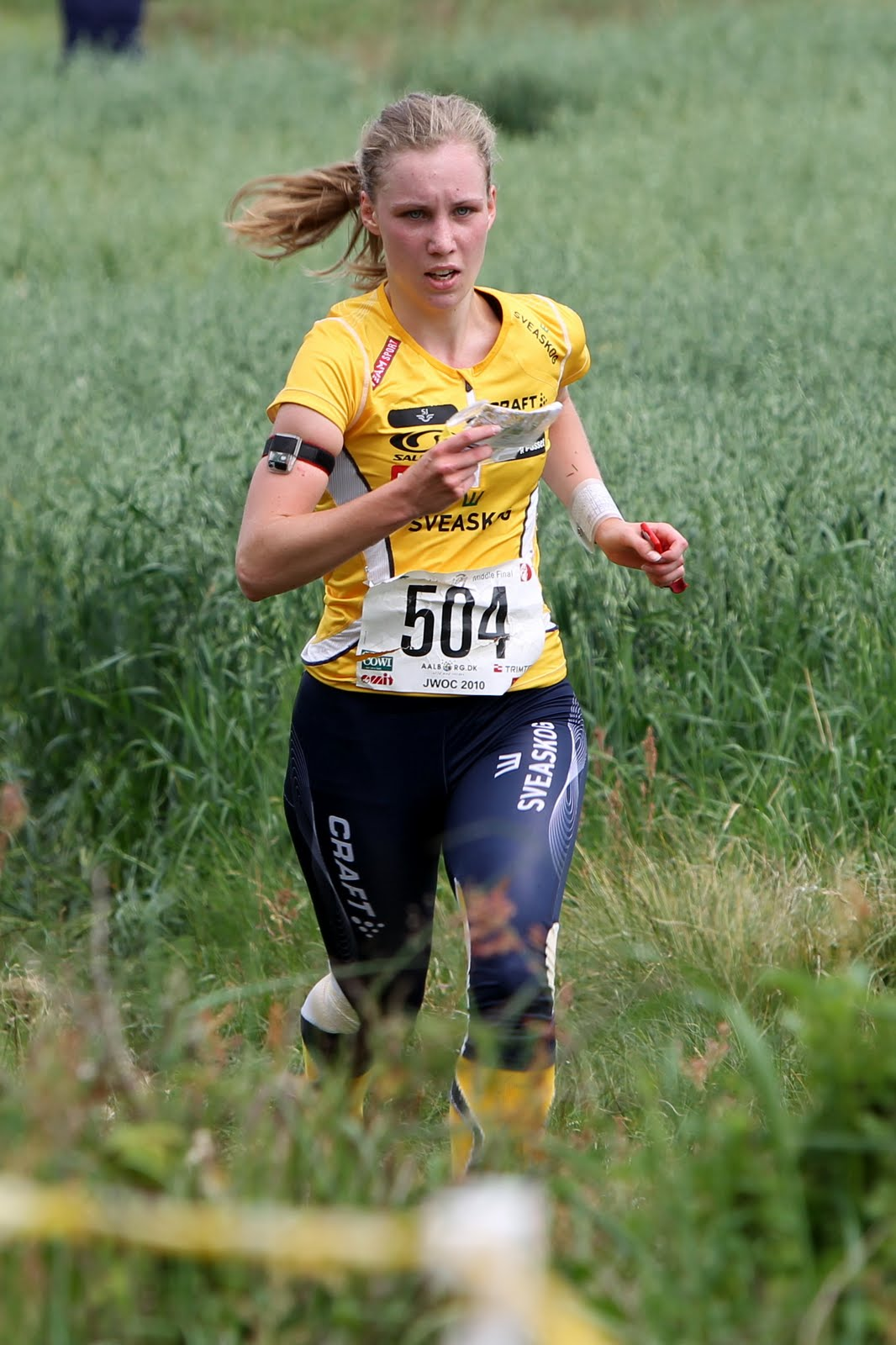
Stříbrná medailistka z klasické trati Švédka Therese Klintbergová

Mistrovský závod na klasické trati se konal dne 6. července 2010. Tento druhý závod juniorského mistrovství světa se běžel 50 km západně od centra na severním pobřeží Jutského poloostrova ve Svinkløvě. Trať byla postavena na poměrně plochém terénu, který se na západní a severní straně svažoval k moři. Les byl převážně borovicový a smrkový se střední průběžností a byl plný drobných terénních detailů. Od začátku organizátory provázely organizační problémy: start byl o 40 minut posunut a vyskytly se poruchy s internetovým připojením, což zapříčinilo nefunkčnost prezentace on-line výsledků.
V ženské kategorii opět kralovala dánská závodnice Ida Bobachová, která zvítězila o necelé dvě minuty před Švédkou Theresou Klintbergovou. Na třetí pozici doběhla finská běžkyně Sari Anttonenová, která zaostala již dvě a půl minuty. Z českých závodnic nejlépe nástrahy svinkløvských plání zvládla Tereza Novotná, která skončila závod na patnácté pozici. V závodě mužů zvítězil s velkým náskokem český reprezentant Pavel Kubát, který po deseti letech vrátil titul juniorského mistra světa na klasické trati zpět do České republiky. Na druhém místě se umístil se čtyřicetičtyřsekundovou ztrátou Švéd Johan Runesson a dvě minuty za nimi doběhl Švýcar Matthias Kyburz.

### Výsledky závodu na klasické trati (long)
| Muži                                                                    | Muži                                                                    | Muži                                                                    | Muži                                                                    | Muži                                                                    | Ženy                                                                   | Ženy                                                                   | Ženy                                                                   | Ženy                                                                   | Ženy                                                                   |
| ----------------------------------------------------------------------- | ----------------------------------------------------------------------- | ----------------------------------------------------------------------- | ----------------------------------------------------------------------- | ----------------------------------------------------------------------- | ---------------------------------------------------------------------- | ---------------------------------------------------------------------- | ---------------------------------------------------------------------- | ---------------------------------------------------------------------- | ---------------------------------------------------------------------- |
| - 11,3 km, 31 kontrol, 320m převýšení - mapa: Svinkløv 1: 15 000 E 2,5m | - 11,3 km, 31 kontrol, 320m převýšení - mapa: Svinkløv 1: 15 000 E 2,5m | - 11,3 km, 31 kontrol, 320m převýšení - mapa: Svinkløv 1: 15 000 E 2,5m | - 11,3 km, 31 kontrol, 320m převýšení - mapa: Svinkløv 1: 15 000 E 2,5m | - 11,3 km, 31 kontrol, 320m převýšení - mapa: Svinkløv 1: 15 000 E 2,5m | - 7,3 km, 22 kontrol, 160m převýšení - mapa: Svinkløv 1: 15 000 E 2,5m | - 7,3 km, 22 kontrol, 160m převýšení - mapa: Svinkløv 1: 15 000 E 2,5m | - 7,3 km, 22 kontrol, 160m převýšení - mapa: Svinkløv 1: 15 000 E 2,5m | - 7,3 km, 22 kontrol, 160m převýšení - mapa: Svinkløv 1: 15 000 E 2,5m | - 7,3 km, 22 kontrol, 160m převýšení - mapa: Svinkløv 1: 15 000 E 2,5m |
| Umístění                                                                | Země                                                                    | Jméno                                                                   | Čas (h:m:s)                                                             | Ztráta (h:m:s)                                                          | Umístění                                                               | Země                                                                   | Jméno                                                                  | Čas (h:m:s)                                                            | Ztráta (h:m:s)                                                         |
| 1                                                                       | Česko                                                                   | Pavel Kubát                                                             | 1:18:48                                                                 |                                                                         | 1                                                                      | Dánsko                                                                 | Ida Bobachová                                                          | 1:01:55                                                                |                                                                        |
| 2                                                                       | Švédsko                                                                 | Johan Runesson                                                          | 1:19:32                                                                 | + 0:00:44                                                               | 2                                                                      | Švédsko                                                                | Therese Klintbergová                                                   | 1:03:46                                                                | + 0:01:51                                                              |
| 3                                                                       | Švýcarsko                                                               | Matthias Kyburz                                                         | 1:20:48                                                                 | + 0:02:00                                                               | 3                                                                      | Finsko                                                                 | Sari Anttonenová                                                       | 1:04:24                                                                | + 0:02:29                                                              |
| 4                                                                       | Norsko                                                                  | Eskil Kinneberg                                                         | 1:20:58                                                                 | + 0:02:10                                                               | 4                                                                      | Dánsko                                                                 | Signe Klintingová                                                      | 1:05:45                                                                | + 0:03:50                                                              |
| 5                                                                       | Dánsko                                                                  | Rasmus Thrane Hansen                                                    | 1:22:09                                                                 | + 0:03:21                                                               | 5                                                                      | Polsko                                                                 | Monika Gajdová                                                         | 1:05:50                                                                | + 0:03:55                                                              |
| 6                                                                       | Švédsko                                                                 | Olle Boström                                                            | 1:22:41                                                                 | + 0:03:53                                                               | 6                                                                      | Švýcarsko                                                              | Fiona Kirková                                                          | 1:06:00                                                                | + 0:04:05                                                              |
| Oficiální výsledky : Muži i Ženy                                        |                                                                         |                                                                         |                                                                         |                                                                         |                                                                        |                                                                        |                                                                        |                                                                        |                                                                        |

## Štafetový závod

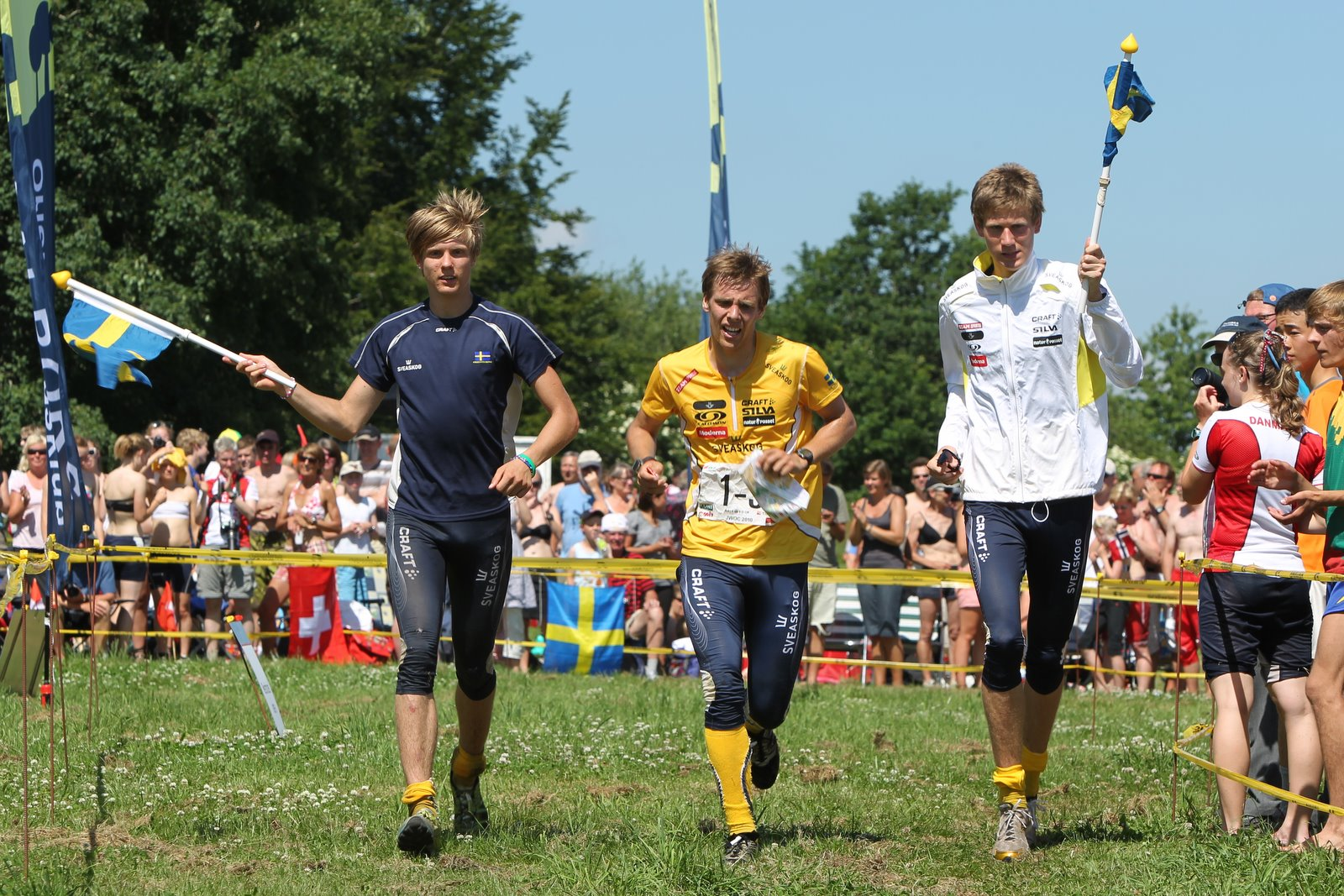
Stříbrní medailisté ze Švédska Olle Boström, Gustav Bergman, Johan Runesson

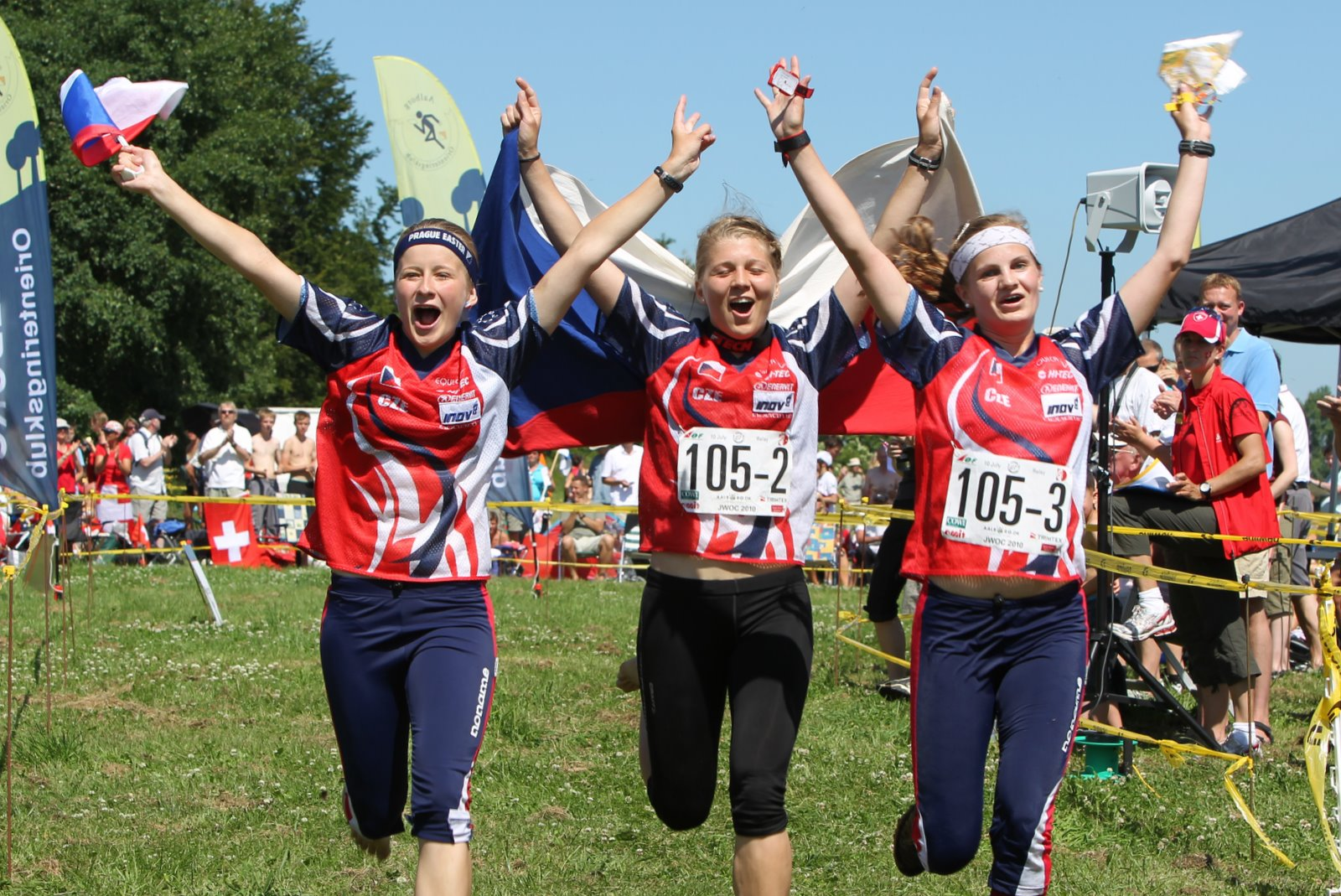
Stříbrné české ženy

Na závěr juniorského mistrovství světa se dne 10. července 2010 běžely štafetové závody. Doběhová aréna byla postavena v Rebild Bakkeru, přibližně 25 km jižně od Aalborgu. Trať byla odlišná od předchozího dění šampionátu hlavně svou fyzickou náročností. Byla postavena v kopcovitém terénu se smrkovým porostem s mnoha údolími a hřbety. Závod začal v dopoledních hodinách hromadným startem, nejprve juniorek a o hodinu později juniorů.
V ženách zvítězila způsobem start – cíl domácí dánská štafeta (Klingenbergová, Bobachová, Klintingová), která vedla jednoznačně od prvního úseku a svůj náskok stupňovala až do finiše. Pro druhé místo a historicky čtvrtou medaili si doběhla štafeta České republiky ve složení Denisa Kosová, Jana Knapová a Tereza Novotná. Pro bronz s téměř čtyřminutovou ztrátou si doběhly běžkyně z Ruska před Polkami a Švédkami.
V mužích o titul bojovaly od prvního úseku jen štafety Švédska a Norska, které si vypracovaly velký náskok před zbylým polem závodníků. Z tohoto souboje vzešla vítězně štafeta Norska (Steiwer, Kinneberg, Danielsen), která Švédy zdolala na posledním úseku, kde hodně chyboval Švéd Johan Runesson. Na třetí příčce skončili domácí závodníci z Dánska před Poláky a Švýcary. Štafeta „A“ družstva České republiky doběhla po nevýrazném výkonu na sedmém místě. Respektive (po vyškrtnutí mimosoutěžních „B“ týmů) na šestém místě.

### Výsledky štafetového závodu
| Muži | Muži | Muži | Muži | Muži | Ženy | Ženy | Ženy | Ženy | Ženy |
| --- | --- | --- | --- | --- | --- | --- | --- | --- | --- |
| - 1. úsek: 7,4–7,8 km, 23–24 kontrol, 355m převýšení - 2. úsek: 7,4–7,8 km, 23–24 kontrol, 355m převýšení - 3. úsek: 5,4–5,7 km, 18 kontrol, 265m převýšení - mapa: Rebild Bakker 1: 10 000 E 5m | - 1. úsek: 7,4–7,8 km, 23–24 kontrol, 355m převýšení - 2. úsek: 7,4–7,8 km, 23–24 kontrol, 355m převýšení - 3. úsek: 5,4–5,7 km, 18 kontrol, 265m převýšení - mapa: Rebild Bakker 1: 10 000 E 5m | - 1. úsek: 7,4–7,8 km, 23–24 kontrol, 355m převýšení - 2. úsek: 7,4–7,8 km, 23–24 kontrol, 355m převýšení - 3. úsek: 5,4–5,7 km, 18 kontrol, 265m převýšení - mapa: Rebild Bakker 1: 10 000 E 5m | - 1. úsek: 7,4–7,8 km, 23–24 kontrol, 355m převýšení - 2. úsek: 7,4–7,8 km, 23–24 kontrol, 355m převýšení - 3. úsek: 5,4–5,7 km, 18 kontrol, 265m převýšení - mapa: Rebild Bakker 1: 10 000 E 5m | - 1. úsek: 7,4–7,8 km, 23–24 kontrol, 355m převýšení - 2. úsek: 7,4–7,8 km, 23–24 kontrol, 355m převýšení - 3. úsek: 5,4–5,7 km, 18 kontrol, 265m převýšení - mapa: Rebild Bakker 1: 10 000 E 5m | - 1. úsek: 5,2–5,4 km, 17–18 kontrol, 260m převýšení - 2. úsek: 5,2–5,4 km, 17–18 kontrol, 260m převýšení - 3. úsek: 3,2–3,3 km, 12 kontrol, 180m převýšení - Mapa: Rebild Bakker 1: 10 000 E 5m | - 1. úsek: 5,2–5,4 km, 17–18 kontrol, 260m převýšení - 2. úsek: 5,2–5,4 km, 17–18 kontrol, 260m převýšení - 3. úsek: 3,2–3,3 km, 12 kontrol, 180m převýšení - Mapa: Rebild Bakker 1: 10 000 E 5m | - 1. úsek: 5,2–5,4 km, 17–18 kontrol, 260m převýšení - 2. úsek: 5,2–5,4 km, 17–18 kontrol, 260m převýšení - 3. úsek: 3,2–3,3 km, 12 kontrol, 180m převýšení - Mapa: Rebild Bakker 1: 10 000 E 5m | - 1. úsek: 5,2–5,4 km, 17–18 kontrol, 260m převýšení - 2. úsek: 5,2–5,4 km, 17–18 kontrol, 260m převýšení - 3. úsek: 3,2–3,3 km, 12 kontrol, 180m převýšení - Mapa: Rebild Bakker 1: 10 000 E 5m | - 1. úsek: 5,2–5,4 km, 17–18 kontrol, 260m převýšení - 2. úsek: 5,2–5,4 km, 17–18 kontrol, 260m převýšení - 3. úsek: 3,2–3,3 km, 12 kontrol, 180m převýšení - Mapa: Rebild Bakker 1: 10 000 E 5m |
| Umístění | Země | Jméno | Čas (h:m:s) | Ztráta (h:m:s) | Umístění | Země | Jméno | Čas (h:m:s) | Ztráta (h:m:s) |
| 1 | Norsko | Gaute Hallan Steiwer Eskil Kinneberg Vegard Danielsen | 2:20:44 | | 1 | Dánsko | Emma Klingenbergová Ida Bobachová Signe Klintingová | 2:02:20 | |
| 2 | Švédsko | Olle Boström Gustav Bergman Johan Runesson | 2:21:48 | + 0:01:04 | 2 | Česko | Denisa Kosová Jana Knapová Tereza Novotná | 2:05:32 | + 0:03:12 |
| 3 | Dánsko | Andreas Hougaard Boesen Marius Thrane Ødum Rasmus Thrane Hansen | 2:26:13 | + 0:05:29 | 3 | Rusko | Natalia Vinogradová Anastasija Tichonovová Anastasia Trubkinová | 2:06:00 | + 0:03:40 |
| 4 | Švýcarsko | Nicolai Stucki Matthias Kyburz Florian Howald | 2:27:19 | + 0:06:35 | 4 | Polsko | Paulina Faronová Monika Gajdová Hanna Wisniewská | 2:06:34 | + 0:04:14 |
| 5 | Polsko | Rafał Podziński Michał Olejnik Bartosz Pawlak | 2:29:03 | + 0:08:19 | 5 | Švédsko | Emeli Petterssonová Therese Klintbergová Tove Alexanderssonová | 2:08:21 | + 0:06:01 |
| 6 | Česko | Jan Petržela Miloš Nykodým Pavel Kubát | 2:29:57 | + 0:09:13 | 6 | Finsko | Sari Anttonenová Mira Kaskinenová Venla Niemiová | 2:11:05 | + 0:08:45 |
| Oficiální výsledky : Muži i Ženy | | | | | | | | | |

## Česká juniorská reprezentace na mistrovství světa

### Nominace Česká republiky
Nominační závody české reprezentace se konaly 5.–6. června 2010 ve Velenicích, při závodech žebříčku A pořádaných oddílem OK Jiskra Nový Bor. Vítězové kategorie H20 a D20 si zde vybojovali přímou účast na mistrovství. Hlavním nominačním kritériem ale byl splněný dráhový limit stanovený ČSOB. Na mistrovství se tak dostalo šest juniorů a šest juniorek. Dráhové limity byly: junioři 5000 m – 16:45 a juniorky 3000 m – 11:30.
| Muži                       | Muži                                                | Muži                       | Muži                       | Muži                       | Muži                       | Ženy                        | Ženy                                                  | Ženy                        | Ženy                        | Ženy                        | Ženy                        |
| -------------------------- | --------------------------------------------------- | -------------------------- | -------------------------- | -------------------------- | -------------------------- | --------------------------- | ----------------------------------------------------- | --------------------------- | --------------------------- | --------------------------- | --------------------------- |
| - Umístění českých juniorů | - Umístění českých juniorů                          | - Umístění českých juniorů | - Umístění českých juniorů | - Umístění českých juniorů | - Umístění českých juniorů | - Umístění českých juniorek | - Umístění českých juniorek                           | - Umístění českých juniorek | - Umístění českých juniorek | - Umístění českých juniorek | - Umístění českých juniorek |
| Jméno                      | Informace o závodníkovi                             | Sprint                     | Middle                     | Long                       | Štafety                    | Jméno                       | Informace o závodníkovi                               | Sprint                      | Middle                      | Long                        | Štafety                     |
| Miloš Nykodým              | nar. 1990 (20 let), oddíl Žabovřesky Brno           | 13. místo                  | 37. místo                  | 12. místo                  | 6. místo                   | Tereza Novotná              | nar. 1992 (18 let), oddíl OK 99 Hradec Králové        | 4. místo                    | 27. místo                   | 15. místo                   | 2. místo                    |
| Pavel Kubát                | nar. 1991 (19 let), oddíl OK 99 Hradec Králové      | 28. místo                  | 32. místo                  | 1. místo                   | 6. místo                   | Adéla Indráková             | nar. 1991 (19 let), oddíl Univerzita Olomouc          | 28. místo                   | 53. místo                   | 33. místo                   | x                           |
| Jan Petržela               | nar. 1992 (18 let), oddíl Lokomotiva Trutnov        | 26. místo                  | 42. místo                  | 24. místo                  | 6. místo                   | Jana Knapová                | nar. 1990 (20 let), oddíl OK Lokomotiva Pardubice     | 46. místo                   | 28. místo                   | 31. místo                   | 2. místo                    |
| Daniel Wolf                | nar. 1991 (19 let), oddíl OOB TJ Turnov             | 116. místo                 | x                          | 37. místo                  | x                          | Denisa Kosová               | nar. 1991 (19 let), oddíl Spartak Rychnov nad Kněžnou | 60. místo                   | x                           | 45. místo                   | 2. místo                    |
| Filip Hadač                | nar. 1993 (17 let), oddíl NORD Slavia Minerva Opava | 43. místo                  | 52. místo                  | 55. místo                  | x                          | Jana Valešová               | nar. 1991 (19 let), oddíl OK Chrastava                | DSQ                         | 49. místo                   | 58. místo                   | x                           |
| David Procházka            | nar. 1991 (19 let), oddíl OK Lokomotiva Pardubice   | 34. místo                  | 48. místo                  | 57. místo                  | x                          | Věra Müllerová              | nar. 1990 (20 let), oddíl OOB POLART Vamberk          | 42. místo                   | 30. místo                   | 29. místo                   | x                           |

## Medailová klasifikace podle zemí

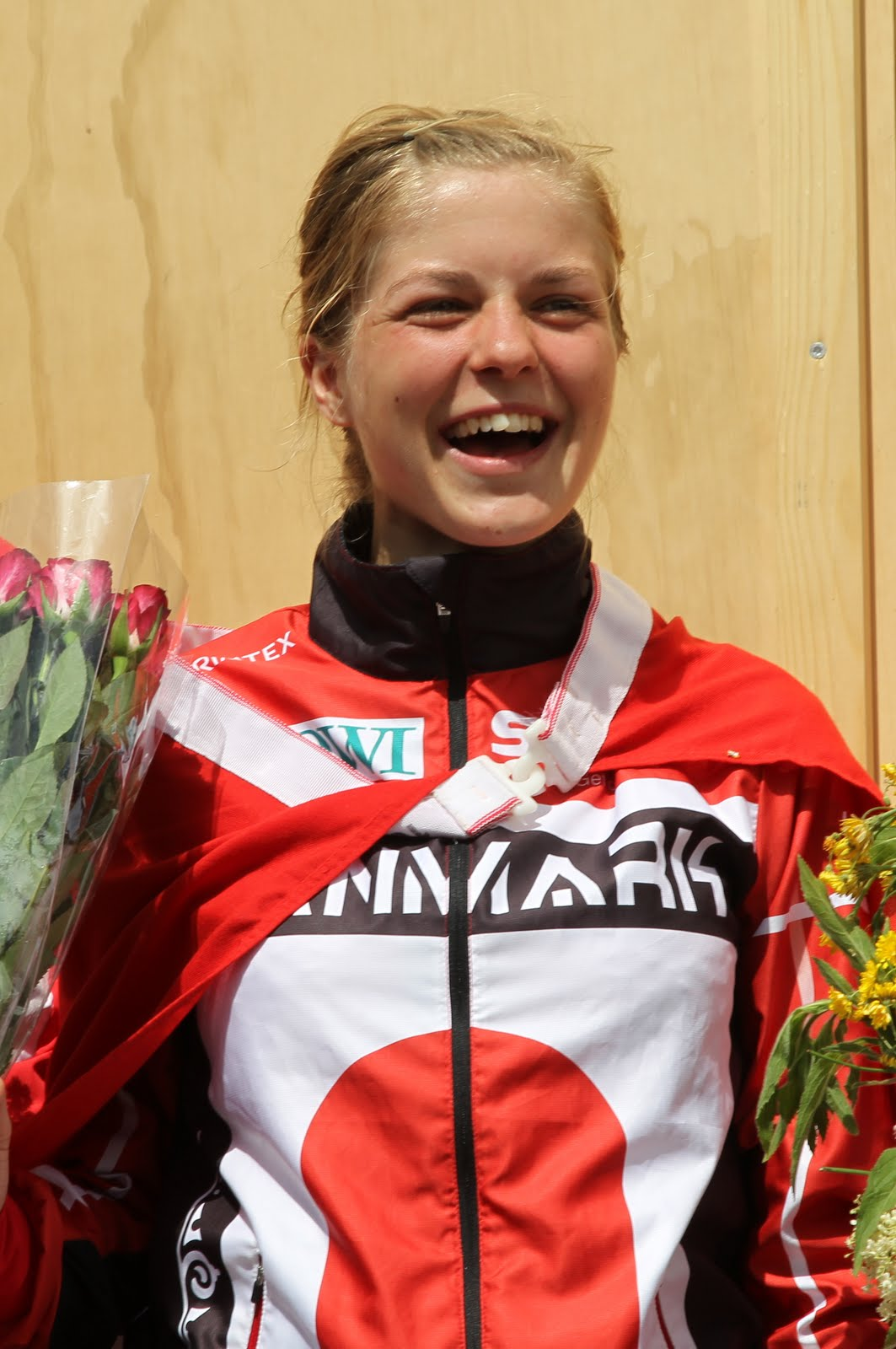
Nejúspěšnějším závodníkem se třemi zlatými se stala dánská juniorka Ida Bobachová

Medaili na Mistrovství světa juniorů získali závodníci z devíti různých národů. Běžci ze Švédska vybojovali pro svou zemi nejvíce medailí, a to osm z dvaceti-šesti možných. Nejúspěšnější ženou se stala dánská juniorka Ida Bobachová se třemi zlatými kovy. V kategorii mužů byl nejúspěšnější norský junior Gaute Hallan Steiwer se dvěma zlaty. Nejlépe se umístilo Dánsko se ziskem čtyř zlatých medailí a třetí za Norskem (2 zlaté) skončilo výše zmiňované Švédsko s jednou zlatou.
Úplná medailová tabulka:
| Medailová klasifikace podle zemí | Medailová klasifikace podle zemí | Medailová klasifikace podle zemí | Medailová klasifikace podle zemí | Medailová klasifikace podle zemí | Medailová klasifikace podle zemí |
| Umístění                         | Země                             | Zlato                            | Stříbro                          | Bronz                            | Součet                           |
| -------------------------------- | -------------------------------- | -------------------------------- | -------------------------------- | -------------------------------- | -------------------------------- |
| 1.                               | Dánsko                           | 4                                | -                                | 1                                | 5                                |
| 2.                               | Norsko                           | 2                                | -                                | 1                                | 3                                |
| 3.                               | Švédsko                          | 1                                | 5                                | 2                                | 8                                |
| 4.                               | Česko                            | 1                                | 1                                | -                                | 2                                |
| 5.                               | Polsko                           | -                                | 1                                | 1                                | 2                                |
| 6.                               | Spojené království               | -                                | 1                                | -                                | 1                                |
| 7.                               | Švýcarsko                        | -                                | -                                | 2                                | 2                                |
| 8.                               | Finsko                           | -                                | -                                | 1                                | 1                                |
| 8.                               | Rusko                            | -                                | -                                | 1                                | 1                                |